# Redrum
Redrum – czwarty solowy album polskiego rapera Słonia. Wydawnictwo ukazało się 11 grudnia 2020 roku nakładem wytwórni Brain Dead Familia.

## Lista utworów
| Nr  | Tytuł utworu                           | Długość |
| --- | -------------------------------------- | ------- |
| 1.  | „Kosmiczne przygody Generała Syfilisa” | 3:51    |
| 2.  | „Czerwony rum” (Scratche: DJ Flip)     | 2:54    |
| 3.  | „Wylinka”                              | 3:59    |
| 4.  | „Amore Amore”                          | 5:39    |
| 5.  | „Władza absolutna”                     | 3:16    |
| 6.  | „Clint Eastwood”                       | 3:44    |
| 7.  | „Szepty, krzyki”                       | 7:58    |
| 8.  | „Konnichiwa” (Scratche: DJ Flip)       | 3:46    |
| 9.  | „Najgorszy przyjaciel człowieka”       | 3:59    |
| 10. | „X”                                    | 3:20    |
| 11. | „Na celowniku”                         | 3:30    |
| 12. | „Złoń”                                 | 3:41    |
| 13. | „Megatron”                             | 3:08    |
| 14. | „Głębiej”                              | 3:12    |
| 15. | „Wojna totalna”                        | 8:36    |
|     |                                        | 1:04:33 |

## Listy sprzedaży
| Kraj          | Lista | Pozycja | Źr.   |
| ------------- | ----- | ------- | ----- |
| Polska (ZPAV) | OLiS  | 2       | [ 4 ] |

## Certyfikaty i sprzedaż
| Kraj          | Certyfikat  | Sprzedaż | Data             |
| ------------- | ----------- | -------- | ---------------- |
| Polska (ZPAV) | złota płyta | 15 000+  | 13 stycznia 2021 |